# Actéon
Pour les articles homonymes, voir Actéon (homonymie).

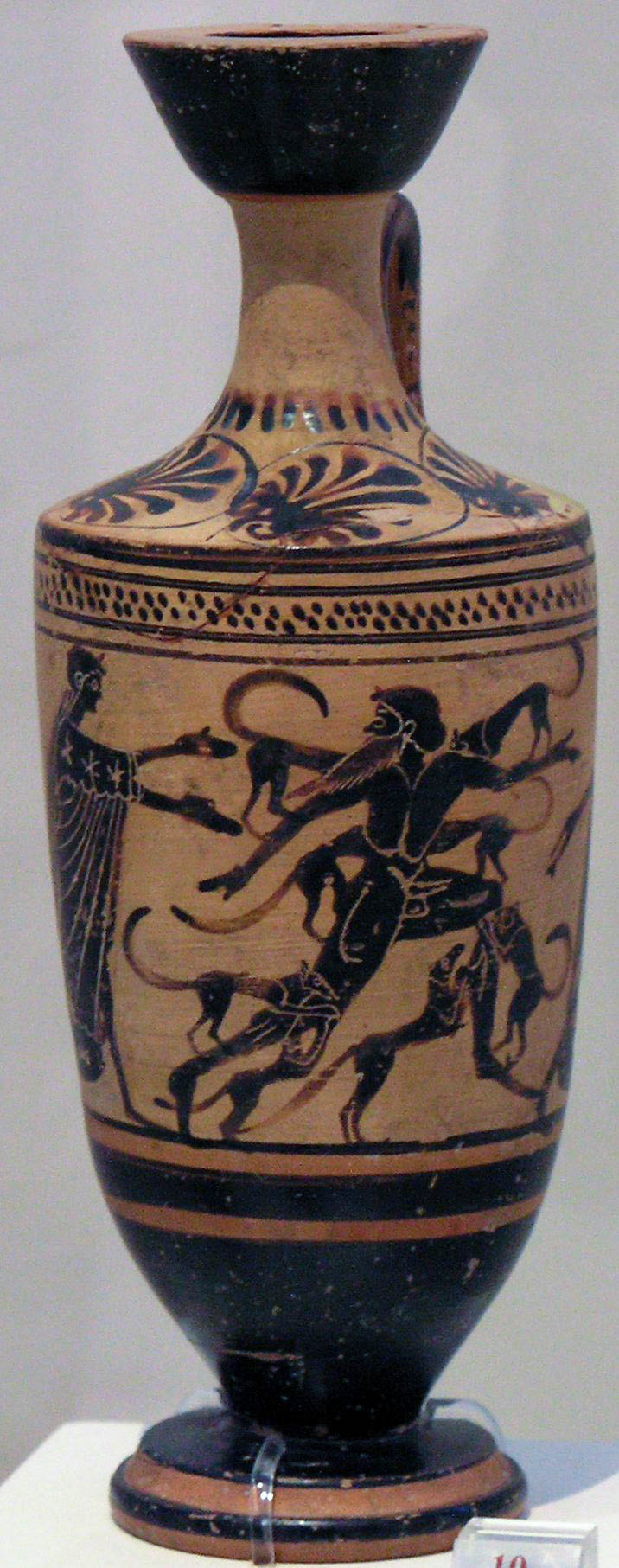
Actéon dévoré par ses chiens, vers 480-470 av. J.-C., Musée national archéologique d'Athènes

Dans la mythologie grecque, Actéon (en grec ancien Ἀκταίων / Aktaíôn), petit-fils d'Apollon, est un chasseur orgueilleux transformé en cerf par Artémis après avoir surpris celle-ci prenant son bain, entièrement nue et s'être délecté de la scène. Il est dévoré vivant par ses propres chiens qui ne le reconnaissent pas.

## Mythe
Fils du dieu mineur Aristée (fils d’Apollon) et d’Autonoé (fille de Cadmos), il est élevé par le centaure Chiron et devient un chasseur très habile.
Selon la version la plus courante du mythe d’Actéon, il surprend un jour, au cours d’une chasse sur le mont Cithéron ou dans la vallée Gargaphia, la déesse Artémis (Diane dans la mythologie romaine) prenant son bain. Furieuse d’être vue nue, elle le transforme en cerf. Actéon meurt alors mordu par ses propres chiens de chasse ne le reconnaissant pas, rendus fous de rage par la déesse,.
Diodore mentionne d'autres raisons du courroux de la déesse : Actéon aurait commis un sacrilège dans son temple ou se serait vanté d'être plus habile qu'elle à la chasse. Cette dernière explication est déjà donnée par Euripide dans ses Bacchantes.
Le pseudo-Apollodore rapporte aussi une tradition minoritaire qu’il attribue à Acousilaos, selon laquelle Actéon est métamorphosé par Zeus pour avoir poursuivi Sémélé (princesse thébaine mère de Dionysos) de ses assiduités.
Selon les Histoires incroyables de Palaiphatos de Samos, d'origine arcadienne, Actéon aimait beaucoup les chiens, en élevait et chassait au point de négliger ses propres affaires, à tel point que son patrimoine finit par disparaître. L'imagerie populaire le dit mangé par ses chiens. Pausanias rapporte qu'il faisait l'objet d'un culte héroïque dans la cité d'Orchomène (Béotie).

## Évocations artistiques

### Antiquité
Dès l'Antiquité, la surprise d'Artémis au bain et la métamorphose d'Actéon sont des sujets représentés par les peintres et les sculpteurs. Pausanias (X, 30, 5) évoque ainsi une peinture de Polygnote (Ve siècle av. J.-C.) à ce sujet.
Le mythe d’Actéon a fait l’objet de plusieurs tragédies grecques, aujourd’hui perdues, comme l’Actéon de Iophon ou l’Actéon de Phrynichos.
Il est repris par Ovide dans ses Métamorphoses (Livre III, 138-252) où la  transformation est principe de devenir universel et vitalité des formes par opposition à l'esthétique grecque de force et de stabilité. Alors que dans ses Métamorphoses, Apulée reprend le thème de la faute et de la fragilité humaine, et surajoute le reflet révélateur (le reflet d'Actéon dans l'eau dévoile sa présence aux yeux d'Artémis) : l'apparence trompeuse est aussi accès au Réel.

### Époque moderne

#### Arts graphiques
- La Chasse de Diane, de Luca Giordano ;
- Actéon métamorphosé en cerf de Francesco Albani ;
- Diane surprise par Actéon, par Hugues Lallement, 1562, haut-relief sur une cheminée provenant d'une maison de Châlons-en-Champagne, château d'Écouen
- Diane et Actéon, de Lucas Cranach l'Ancien, 1540, Musée national bavarois, Munich
- Diane et Actéon, du Titien (1556-1559), National Gallery, Londres et National Gallery of Scotland, Edimbourg
- La Mort d'Actéon du Titien (1559-1575), National Gallery, Londres
- Diane surprise par Actéon, estampe de Johannes Wierix (1599)[6]
- Diane et Actéon par Giuseppe Cesari dit le Cavalier d'Arpin, vers 1603-1604, Musée du Louvre
- Diane et Actéon par Giuseppe Cesari dit le Cavalier d'Arpin, Musée des Beaux-Arts de Valenciennes
- Diane et Actéon par Giuseppe Cesari dit le Cavalier d'Arpin, vers 1603-1606, Musée des Beaux-Arts de Budapest en Hongrie
- Artémis et Actéon par Denis van Alsloot et Hendrick de Clerck, vers 1608 à Bruxelles
- Diane et ses nymphes surprises au bain par Actéon, par Rembrandt (1659), Isselburg, Allemagne
- Dans son célèbre tableau Diane sortant du bain (voir ci-contre), Boucher choisit de faire simplement allusion à cet épisode célèbre : alors que la déesse nue sort de l'eau, l'un de ses chiens flaire la présence d'un intrus — ce sera Actéon.
- Diane et Actéon, Giambattista Tiepolo, 1743-1744, Fondation et Collection Emil G. Bührle, Zurich[7]
- La chasse de Diane par Arnold Böcklin, 1896, huile sur toile, Musée d'Orsay[8]
- Diane et Actéon (ou Diane surprise au bain), Camille Corot, 1836, Metropolitan Museum of Art, New York[9]

Actéon dans la peinture
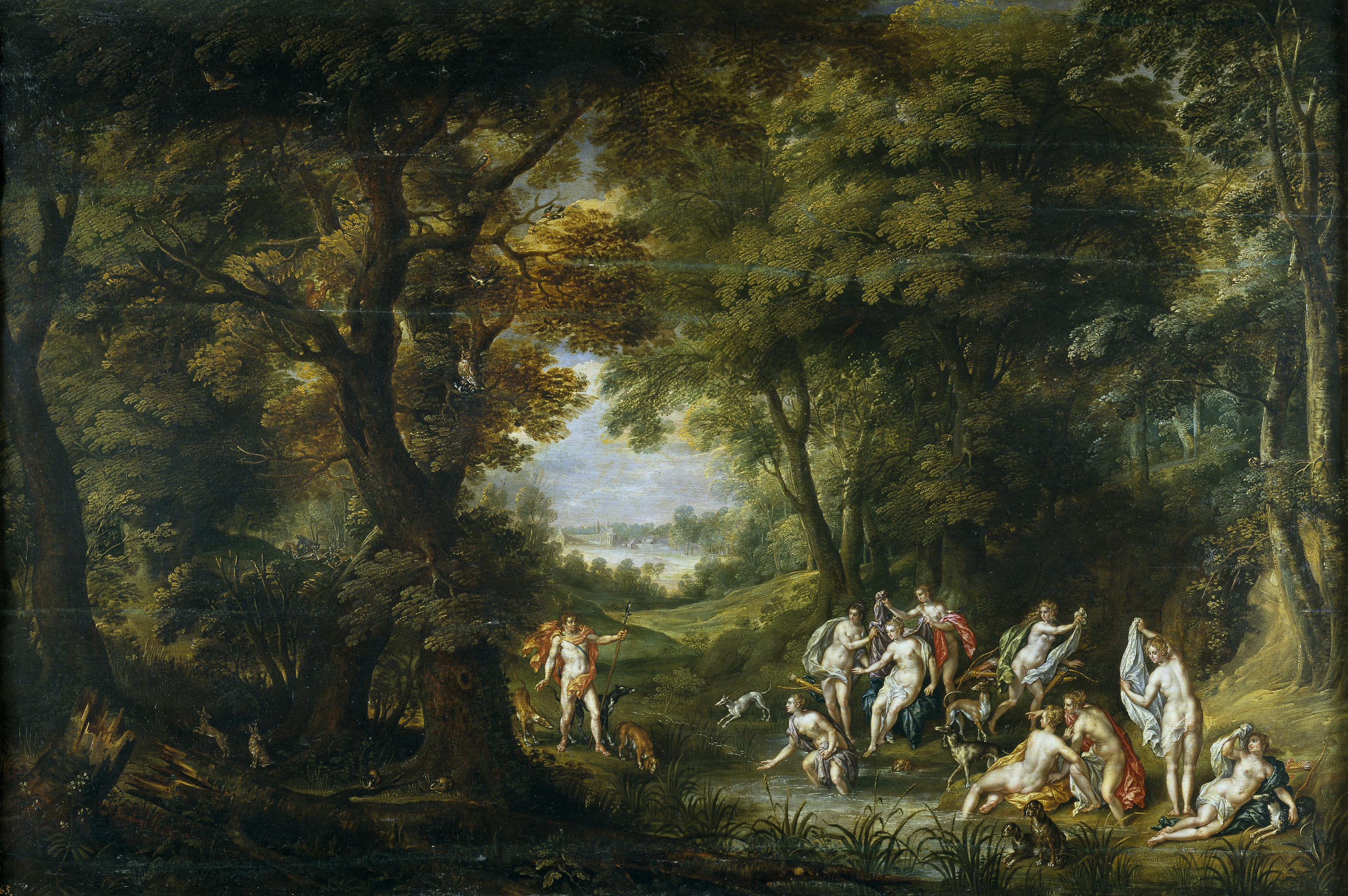
Actéon et Artémis au bain van Alsloot & de Clerck (1608)
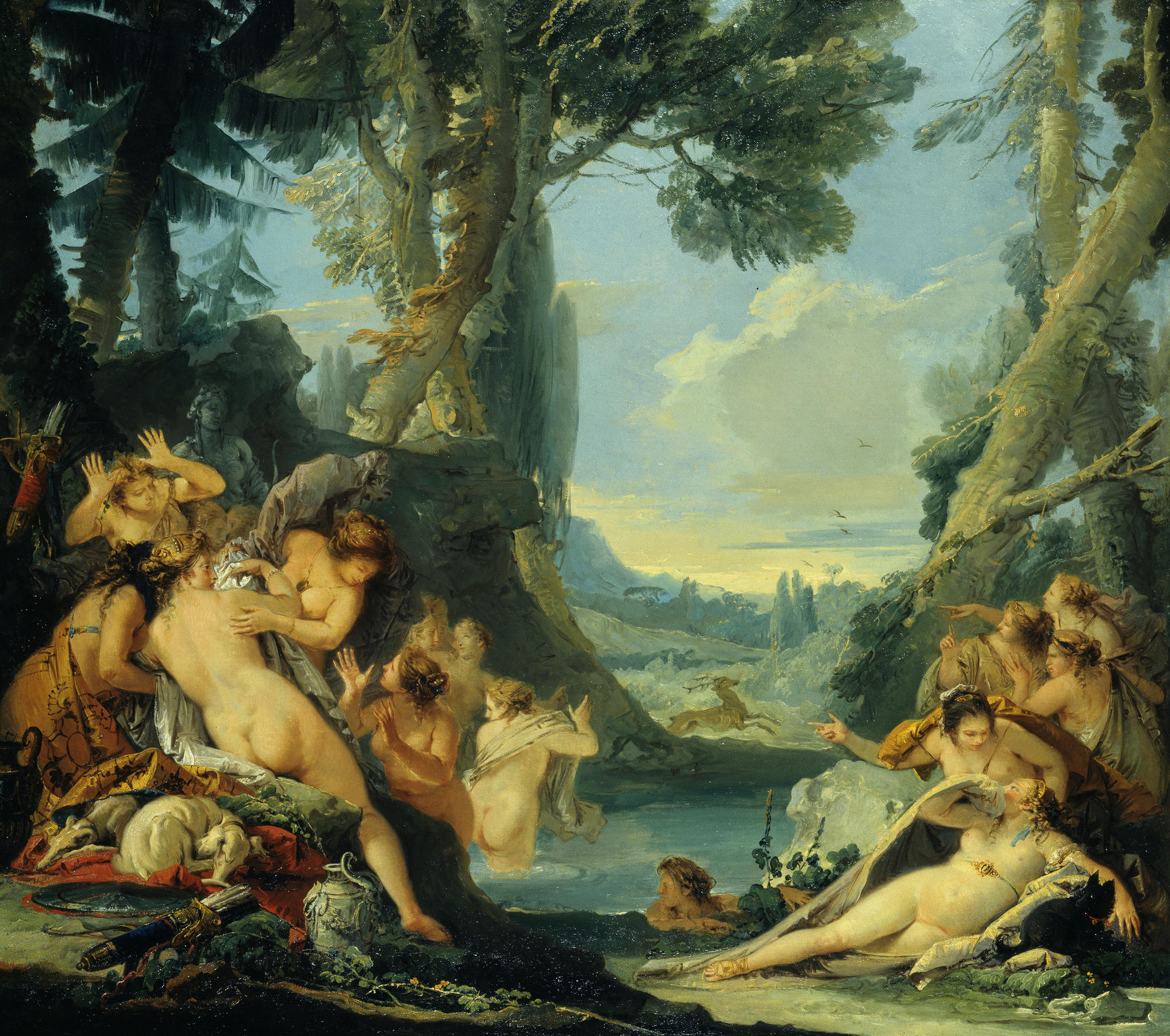
Diane et Actéon Giambattista Tiepolo, 1743-1744 Fondation et Collection Emil G. Bührle, Zurich
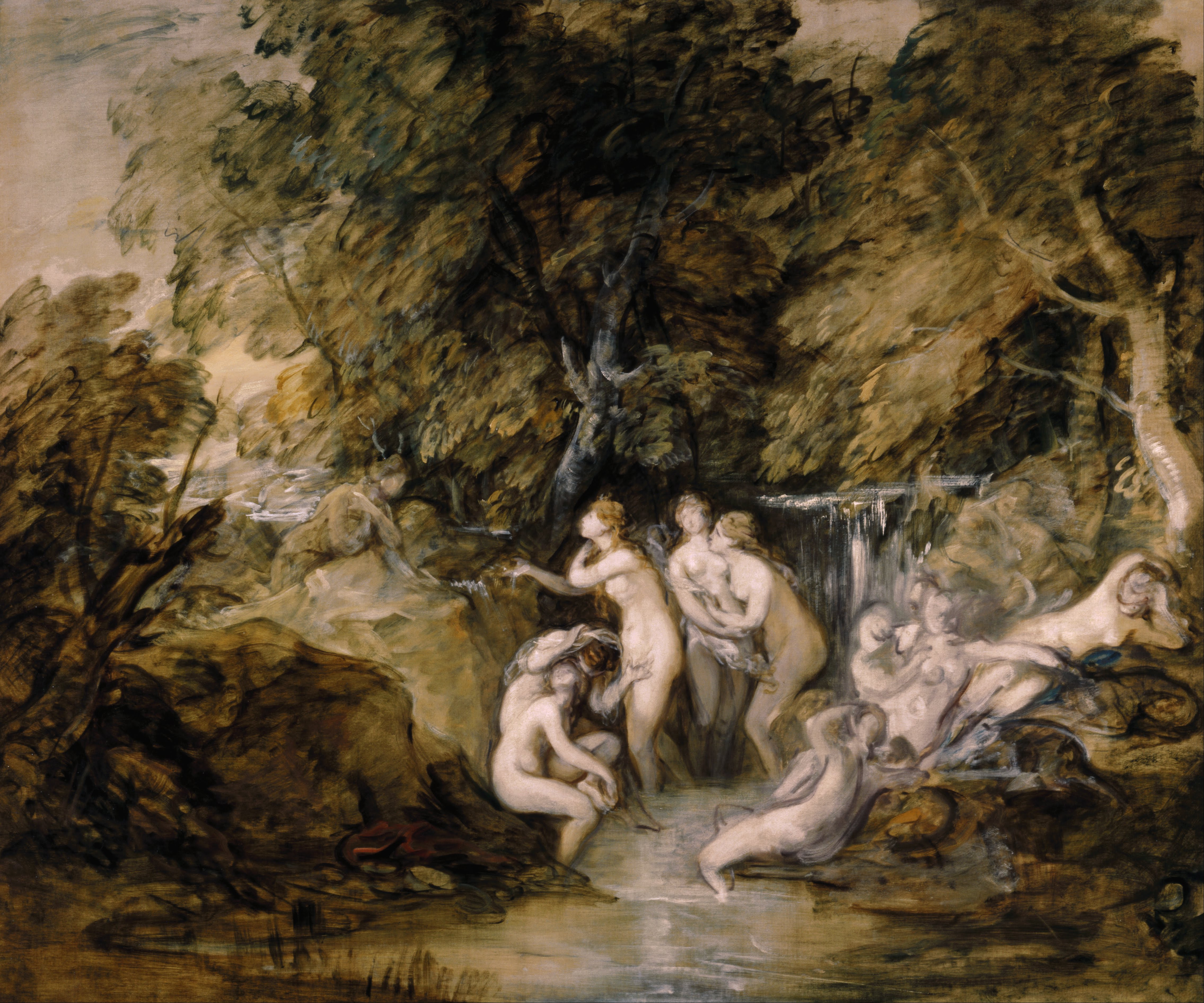
Diane et Actéon, 1785-1788 Thomas Gainsborough Royal Collection
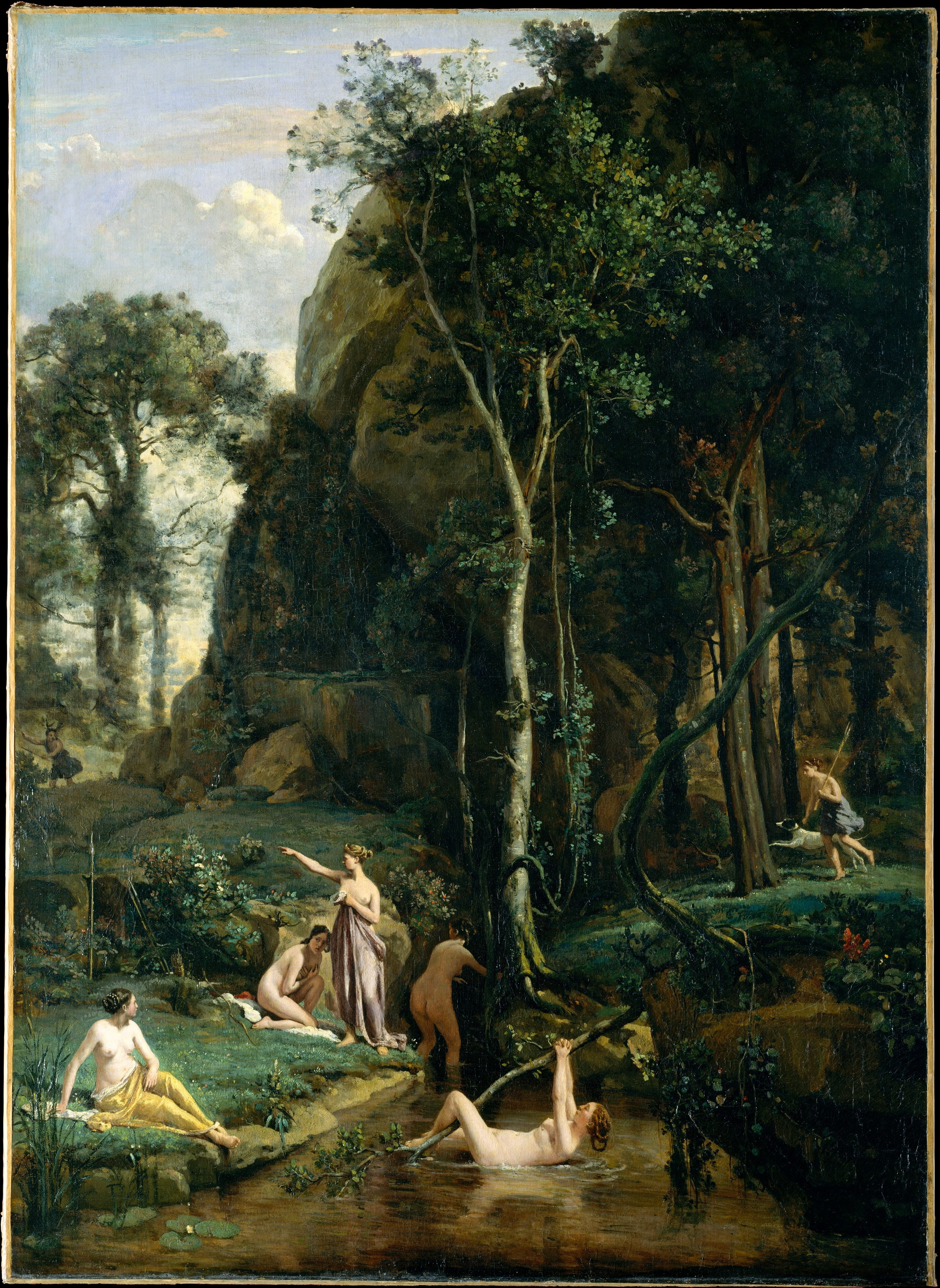
Diane et Actéon Camille Corot, 1836 Metropolitan Museum of Art, New York

#### Autres arts
- Actéon, sculpture de Paul Manship, 1925, Smithsonian American Art Museum, Washington (district de Columbia)
- Le Cymbalum Mundi de Bonaventure Des Périers met en scène deux chiens d’Actéon, Hylactor et Pamphagos, qui se trouvèrent dotés de la parole humaine après avoir dévoré la langue de leur maître transformé en cerf.
- Actéon H.481, opéra de chasse de Marc-Antoine Charpentier, composé probablement en 1684
- Actéon, opéra comique de Daniel-François Esprit Auber (1836)
- Une légende chrétienne d'Aktéon, nouvelle de Maurice Renard (1909)
- Le Bain de Diane, essai de Pierre Klossowski (1956)
- Le collectif LFKs et son metteur en scène, cinéaste, écrivain et plasticien Jean Michel Bruyère, ont réalisé un certain nombre de projets sur le mythe de Diane et Actéon : une série de 600 courts-métrages et moyens-métrages, une installation 360° interactive, Si poteris narrare licet (2002), une installation 360° en 3D La Dispersion du Fils (de 2008 à 2016), une performance en plein air, Une Brutalité pastorale (2000), entre autres.

## Symbolisme et interprétations modernes
Le même mythe peut délivrer des messages différents :
Parce que la force du mythe est de parler à tous, pour peu qu'on le questionne de manière singulière, car comme dit R. Barthes « le mythe est toujours un vol de langage ».
Hans Biedermann, dans son Encyclopédie des symboles, considère que dans la mythologie grecque, le sort d'Actéon se rapporte au rituel d'un sacrifice humain en hommage à Artémis. Les chiens représentent les sacrificateurs et Actéon, la victime propitiatoire.
Dans son essai Le Bain de Diane (1956), Pierre Klossowski va plus loin et ne réduit pas cette légende du chasseur à une hérésie sacrilège ; il se montre surtout fasciné par la violence du désir d'Actéon et sa folle passion pour la beauté de la déesse chasseresse, laquelle, revêtue d'attributs contradictoires (virginité et mort, nuit et lumière, chasteté et séduction), apparaît comme le symbole de l'intouchable nature divine, dont la théophanie exacerbe l'imagination délirante et érotique d'Actéon. Klossowski représente Actéon comme étant la victime de son délire, une extase passionnelle à la fois érotique et mystique dans laquelle il s'abîme. Actéon étant lié à Dionysos de par son ascendance familiale (sa mère, Autonoé, est la sœur de Sémélé, mère de Dionysos), Pierre Klossowski voit aussi dans cette légende du chasseur et sa tentative de viol sur Artémis « une rivalité des cultes delphien (Artémis) et dionysien (Actéon). »
En alchimie, voir Artémis ou Diane nue représente la « contemplation des arcanes », qui « ne doit pas être prostituée au peuple, mais être cachée sous les voiles de la philosophie ».
Dans la psychologie post-jungienne, le mythe est interprété comme un symbole de transformation spirituelle et d'illumination mystique. Pour Jean-Paul Sartre, Actéon symbolise l’hybris de la curiosité humaine. Ainsi, Sartre appelle « complexe d'Actéon » le complexe du savant, semblable au « chasseur qui surprend une nudité blanche et qui la viole de son regard ».
Pierre Hadot, dans Le voile d'Isis (2004) note : 
Dominique Venner, dans son Histoire de la tradition des Européens Paris 2002, p.228, interprète le châtiment d'Actéon, dévoré par ses chiens parce qu'il a vu Diane nue, comme le symbole du danger que court l'humanité, si elle se laisse entraîner par l'ambition démesurée de dominer la nature :  « Le sort d'Actéon rappelle opportunément que l'homme n'est pas le maître de la nature ».
Selon des historiens de la médecine, comme Kurt Sprengel et Mirko Grmek, le mythe d'Actéon représente la rage (maladie). Cette interprétation s'appuie sur la représentation du cratère de Vico Equense (Musée des Beaux-Arts de Boston), où l'on voit Lyssa (personnification de la folie furieuse) exciter les chiens contre leur maître,.

### Sources anciennes
- Pseudo-Apollodore, Bibliothèque [détail des éditions] [lire en ligne] (III, 4, 4).
- Nonnos de Panopolis, Dionysiaques [détail des éditions] [lire en ligne] (V)
- Palaiphatos, Histoires incroyables [détail des éditions] (lire en ligne) (VI)
- Diodore de Sicile, Bibliothèque historique [détail des éditions] [lire en ligne] (IV, 81).
- Euripide, Les Bacchantes [détail des éditions] [lire en ligne] (v. 337–340).
- Hygin, Fables [détail des éditions] [(la) lire en ligne] (CLXXXI).
- Ovide, Héroïdes [détail des éditions] [lire en ligne] (XX), Métamorphoses [détail des éditions] [lire en ligne] (III, 138–252).
- Pausanias, Description de la Grèce [détail des éditions] [lire en ligne] (I, 44, 5 ; IX, 2, 3 ; IX, 38, 5 ; X, 17, 3 ; X, 30, 5).

#### Monographie
- Hélène Casanova-Robin, Diane et Actéon. Éclats et reflets d'un mythe à la Renaissance et à l'âge baroque, Paris, Honoré Champion, 2003.
- Françoise Frontisi-Ducroux, L' homme-cerf et la femme-araignée : figures grecques de la métamorphose, Paris, Gallimard, 2003, pp. 245–256,
- Jacqueline Kelen, La Déesse nue, Paris, Éditions du Seuil, 2000.
- Pierre Klossowski, Le Bain de Diane, Paris, Éditions Pauvert, 1956.
- (en) Lamar Ronald Lacy, The Myth of Aktaion: Literary and Iconographic Studies, U.M.I, 1990, 275 p.
- (en) Robert L. Fowler, Early Greek Mythography. II. Commentary, Oxford, Oxford University Press, 2013, pp. 370 et 371.

#### Articles
- (en) Gregory Nagy, « On the Death of Acteon », HSCP, 1978, p. 277.
- (en) C. C. Schlam, « Diana and Acteon: Metamorphoses of a Myth », Classical Antiquity, III, Berkeley, 1984, p. 82-110.
- Amalia Margherita Cirio, « Fonti letterarie ed iconografiche del mito di Atteone », Boll. Class. Lincei 1977, fascicule XXV, pp. 44 à 60.
- Salomon Reinach, Cultes, Mythes et Religions, Robert Laffont collection Bouquins, Actéon pages 855 à 875,  (ISBN 2-221-07348-7)

### Sources radiophoniques
- Paul Schubert, « Actéon, un chasseur sachant chasser…. », Mythomane, Radio télévision suisse, 21 mai 2017 (consulté le 20 avril 2020)